# Nasturtium
Nasturtium /nəˈstɜː.ʃəm/ là một chi gồm bảy loài trong Brassicaceae, loài được biến nhiều nhất là cải xoong Nasturtium microphyllum (Rorippa microphylla) và Nasturtium officinale (R. nasturtium-aquaticum). Nasturtium từng được xem là tên đồng nghĩa Rorippa, nhưng bằng chứng phân tử cho thấy đây là một chi riêng có quan hệ gần với Cardamine hơn là Rorippa sensu stricto (Al-Shehbaz & Price, 1998; Al-Shehbaz, Beilstein & Kellogg, 2006).
Những loài cây này cũng liên quan đến Lepidium sativum và cây mù tạc. Tên chi Nasturtium xuất phát từ tiếng Latin nasus tortus, nghĩa "mũi xoắn". 
Nasturtium bị ấu trùng của một số loài nhất định thuộc bộ Lepidoptera dùng làm thức ăn, ví dụ như Orthonama obstipata.
Nasturtium gambelii được liệt kê là một loài bị đe dọa tại Hoa Kỳ.

## Loài
Một cơ sở tài liệu liệt kê rằng có 313 loài. 

Dưới đây là một số loài:
- Nasturtium africanum
- Nasturtium floridanum
- Nasturtium gambellii
- Nasturtium groenlandicum
- Nasturtium microphyllum
- Nasturtium officinale
- Nasturtium sordidum

1. ↑  Plant Systematics: Nasturtium